# Osek (district de Rokycany)
Pour les articles homonymes, voir Osek.
Osek  (en allemand : Wosek) est une commune du district de Rokycany, dans la région de Plzeň, en République tchèque. Sa population s'élevait à 1 447 habitants en 2024.

## Géographie
Osek se trouve à 5 km au nord de Rokycany, à 17 km à l'est-nord-est de Plzeň et à 70 km à l'ouest-sud-ouest de Prague.
La commune est limitée par la Břasy et Březina au nord, par Přívětice et Těškov à l'est, par Volduchy et Rokycany au sud, et par Litohlavy et Bušovice à l'ouest.

## Histoire
La première mention écrite du village date de 1240.

## Administration
La commune se compose de deux sections :
- Osek
- Vitinka

## Transports
Par la route, Osek se trouve à 5 km de Rokycany, à 20 km de Plzeň et à 79 km de Prague. 